# Óscar Wirth
Pour les articles homonymes, voir Wirth.
Óscar Raúl Wirth Lafuente est un footballeur chilien né le 5 novembre 1955  à Santiago du Chili.

## Carrière
- 1973-1979 : Universidad Católica  Chili
- 1979-1980 : Colo-Colo  Chili
- 1981-1982 : Cobreloa  Chili
- 1982-1983 : Everton  Chili
- 1983-1985 : Universidad de Chile  Chili
- 1985-1986 : Rot-Weiss Oberhausen  Allemagne de l'Ouest
- 1986-1988 : Real Valladolid  Espagne
- 1988-1989 : Independiente Medellín  Colombie
- 1990-1993 : Universidad Católica  Chili
- 1993-1994 : Alianza Lima  Pérou

## Sélections
- 12 sélections avec l'équipe du Chili.